# ロッキンポ殺し
『ロッキンポ殺し』（ロッキンポごろし）は、日本のロックバンド・マキシマム ザ ホルモンの3枚目のフルアルバム。2005年3月2日にVAPよりリリースされた。

## 概要
前作『糞盤」より約1年ぶりとなるフルアルバム。ロッキンポとはマキシマムザ亮君曰く「ロックでは勃起しなくなってしまったロックインポ野郎」の事。ジャケットデザインは漫☆画太郎の書き下ろし。値段は￥2259（"夫婦で号泣"価格）。既発シングルのうち「ミノレバ☆ロック」のみ未収録。

## 収録曲
| 全作詞・作曲: マキシマムザ亮君。 |                                                |                  |                  |      |
| #                                | タイトル                                       | 作詞             | 作曲・編曲       | 時間 |
| 1.                               | 「ロッキンポ殺し」                             | マキシマムザ亮君 | マキシマムザ亮君 | 4:00 |
| 2.                               | 「包丁・ハサミ・カッター・ナイフ・ドス・キリ」 | マキシマムザ亮君 | マキシマムザ亮君 | 2:23 |
| 3.                               | 「ニトロBB戦争」                               | マキシマムザ亮君 | マキシマムザ亮君 | 2:02 |
| 4.                               | 「falling jimmy」                              | マキシマムザ亮君 | マキシマムザ亮君 | 2:07 |
| 5.                               | 「川北猿員」                                   | マキシマムザ亮君 | マキシマムザ亮君 | 1:50 |
| 6.                               | 「アナル・ウイスキー・ポンセ（Re-rec.）」      | マキシマムザ亮君 | マキシマムザ亮君 | 2:13 |
| 7.                               | 「ロック番狂わせ」                             | マキシマムザ亮君 | マキシマムザ亮君 | 2:17 |
| 8.                               | 「ハイヤニ・スペイン」                         | マキシマムザ亮君 | マキシマムザ亮君 | 3:26 |
| 9.                               | 「上原〜FUTOSHI〜」                            | マキシマムザ亮君 | マキシマムザ亮君 | 2:34 |
| 10.                              | 「霊霊霊霊霊霊霊霊魔魔魔魔魔魔魔魔」           | マキシマムザ亮君 | マキシマムザ亮君 | 3:00 |
| 11.                              | 「ROLLING1000tOON」                            | マキシマムザ亮君 | マキシマムザ亮君 | 2:46 |
| 12.                              | 「ロックンロール・チェーンソー」               | マキシマムザ亮君 | マキシマムザ亮君 | 3:27 |
| 13.                              | 「恋のきなこ私にください」                     | マキシマムザ亮君 | マキシマムザ亮君 | 1:07 |
| 合計時間:                        | 合計時間:                                      | 33:12            |                  |      |

### 曲解説
1. ロッキンポ殺し
本作のタイトルにもなっているリードトラック。ミュージックビデオはDebu Vs Debu 〜デブ対デブ〜でのみ閲覧が可能であったが、「ホルモン宝くじ」の三代目王者のセレクトによりYouTubeで一般公開された。
2. 包丁・ハサミ・カッター・ナイフ・ドス・キリ
シングル『包丁・ハサミ・カッター・ナイフ・ドス・キリ／霊霊霊霊霊霊霊霊魔魔魔魔魔魔魔魔』に収録。
3. ニトロBB戦争
4. falling jimmy
5. 川北猿員
6. アナル・ウイスキー・ポンセ（Re-rec.）
シングル『肉コップ』に収録された同名の曲のリテイク。漫画『デトロイト・メタル・シティ』のコラボレート映像に起用されている[2]。
7. ロック番狂わせ
シングル『ロック番狂わせ/ミノレバ☆ロック』に収録。
8. ハイヤニ・スペイン
2018年に発売された書籍+CD作品『これからの麺カタコッテリの話をしよう』に「肺脂西班牙 <we're the 俺>」としてリアレンジバージョンが収録。
9. 上原〜FUTOSHI〜
10. 霊霊霊霊霊霊霊霊魔魔魔魔魔魔魔魔
シングル『包丁・ハサミ・カッター・ナイフ・ドス・キリ／霊霊霊霊霊霊霊霊魔魔魔魔魔魔魔魔』に収録。
11. ROLLING1000tOON
シングル『延髄突き割る』に収録。アニメ『エアマスター』エンディングテーマ[3]。
12. ロックンロール・チェーンソー
13. 恋のきなこ私にください
2023年に発売されたシングル『恋のアメリカ』に「恋のきなこ私にもってきなさいっ」としてリアレンジバージョンが収録。